# Dendropaemon hirticollis
Dendropaemon hirticollis är en skalbaggsart som beskrevs av Olsoufieff 1924. Dendropaemon hirticollis ingår i släktet Dendropaemon och familjen bladhorningar. Inga underarter finns listade i Catalogue of Life.